# Cycle de Majipoor
Le Cycle de Majipoor est une série de fantasy écrite par Robert Silverberg. On y trouve tout de même de nombreux éléments de science-fiction.

## Les livres

### Trilogie de Valentin
- Le Château de Lord Valentin ((en) Lord Valentine's Castle, 1980)
- Chroniques de Majipoor ((en) Majipoor Chronicles, 1982)
- Valentin de Majipoor ((en) Valentine Pontifex, 1983)

### Trilogie de Prestimion
- Les Sorciers de Majipoor ((en) Sorcerers of Majipoor, 1997)
- Prestimion le Coronal ((en) Lord Prestimion, 1999)
- Le Roi des rêves ((en) The King of Dreams, 2001)

### Autres
- Les Montagnes de Majipoor ((en) The Mountains of Majipoor, 1995)
- Dernières nouvelles de Majipoor, ActuSF, 2014 ((en) Tales of Majipoor, 2013)
  - Le Bout du chemin, 2014 ((en) The End of the Line, 2011)Parue initialement dans Fiction no 19 aux éditions Les Moutons électriques
  - Le Livre des changements, 2006 ((en) The Book of Changes, 2003)Parue initialement dans l'anthologie Légendes de la fantasy no 2 aux éditions Pygmalion
  - La Tombe du Pontife Dvorn, 2014 ((en) The Tomb of the Pontifex Dvorn, 2003)
  - L'Apprenti en sorcellerie, 2008 ((en) The Sorceror's Apprentice, 2004)Parue initialement dans la revue Bifrost no 49 aux éditions Le Bélial'
  - Heures sombres au Marché de minuit, 2014 ((en) Dark Times at the Midnight Market, 2010)
  - De la manière de tisser des sorts à Sippulgar, 2014 ((en) The Way They Wove the Spells in Sippulgar, 2009)
  - Le Septième Sanctuaire, 1999 ((en) The Seventh Shrine, 1998)Parue initialement dans l'anthologie Légendes aux éditions 84

## Le monde de Majipoor
Majipoor est une planète gigantesque où des colons humains se sont installés après avoir quitté la Terre. Ce monde géant et fantastique sert de cadre à l'imagination de l'auteur.
Les humains qui s'installent sur cette planète doivent composer avec les indigènes : les Piurivars, appelés communément changeformes ou métamorphes en raison de leur faculté à modifier leur apparence, refusent de partager leurs terres et une guerre éclate. La victoire revient aux humains et les Piurivars se retrouvent parqués dans des réserves.
Par la suite, d'autres races extra-terrestres intelligentes arrivent sur Majipoor, à l'invitation de Lord Melikand parce que les humains n'étaient pas assez nombreux pour remplir les immensités de la planète : les Vroons, minuscules créatures possédant de nombreux tentacules, un bec et des yeux dorés ; les Skandars, géants hirsutes à quatre bras ; les Hjorts, à la peau grumeleuse couleur de cendre, à l'allure de crapaud et à la bouche remplie de cartilages masticatoires plutôt que de dents ; les Ghayrogs, créatures d'allure reptilienne, mais en réalité mammifères ovipares ; les Liis, une race à la tête large, à la peau noire et possédant trois yeux rouges ; et les Su-suheris bicéphales. Ces races ne sont pas belliqueuses et bien que certaines d'entre elles aient des pouvoirs puissants (les Vroons et les Su-Suheris, notamment), les humains restent la race la plus nombreuse, vivant dans de gigantesques cités de 10 à 20 millions d'habitants.
Géographiquement, Majipoor est formé de trois continents : Alhanroel est le plus grand et le plus peuplé, Zimroel compte quelques grandes cités au milieu de forêts gigantesques tandis que Suvrael, le continent du Sud, n'est qu'un vaste désert torride.

### L'organisation politique
Le régime en place est une monarchie bicéphale non héréditaire. Le maître de cette planète est le Pontife, qui a tous les pouvoirs. Il ne sort pratiquement jamais du Labyrinthe, une vaste forteresse souterraine. Le second personnage est le Coronal. Il est désigné par le Pontife et lui succède à sa mort. Le Coronal ne peut pas être le fils du Pontife. Il représente la partie visible du pouvoir et fait régulièrement des tournées sur les trois continents. Il habite dans un château immense, aussi gros qu'une ville, situé au sommet du Mont du Château, une montagne titanesque, qui sortirait de l'atmosphère de Majipoor si des machines antiques ne lui assuraient un climat printanier éternel.
Deux autres fonctionnaires complètent cette organisation en utilisant des pouvoirs de télépathie : la Dame de l'Île du Sommeil, qui est la mère du Coronal et sert de conseiller aux populations de Majipoor via les rêves ; et le Roi des Rêves, qui est chargé de surveiller et de châtier les criminels (le crime est une chose très rare sur Majipoor). Ce dernier poste est toujours occupé par un membre de la famille Barjazid de Suvrael.
Par la suite, sous le règne du Pontife Valentin et de Lord Hissune, une cinquième puissance fut rajoutée : la Danipiur, la « reine » des Piurivars, ce qui marqua le retour des Piurivars dans la vie politique de Majipoor.

## Adaptation en BD duCycle de Majipoor
- Majipoor, adaptation et scénario d'Olivier Jouvray, avec David Ratte (dessin) et Myriam Lavialle (couleurs), Soleil

1. Le château de Lord Valentin, 2009[2]
2. L'île du sommeil, 2010
3. Le roi des rêves, 2011